# Serge Baguet
Serge Baguet (Opbrakel, 18 agosto 1969 – Sint-Lievens-Houtem, 9 febbraio 2017) è stato un ciclista su strada belga.
Professionista dal 1991 al 2007, vinse una tappa al Tour de France e un titolo nazionale in linea.
È morto nel 2017 all'età di 47 anni dopo una lunga malattia.

## Carriera
Dopo un breve periodo da stagista alla Lotto-Superclub nel 1990, passò professionista con la stessa squadra belga l'anno successivo, cogliendo subito due vittorie, al Tour du Nord-Ouest de la Suisse e al Tour de l'Est de la Belgique. Rimase nella squadra belga fino al 1995, cogliendo successi di tappa al Tour du Limousin e al Tour of Britain e vincendo la Clásica de Sabiñánigo. Nel 1996 passò alla Vlaanderen 2002-Eddy Merckx. Al termine della stagione si ritirò dal ciclismo e lavorò come operaio fino al 2000, anno in cui tornò in attività sempre con la Lotto.
La stagione successiva ottenne il successo nella Druivenkoers e in una tappa del Tour de France. Nel 2005 si aggiudicò la vittoria in due tappe della Vuelta a Andalucía e il titolo nazionale belga in linea.
Si ritirò alla fine del 2007, dopo due stagioni senza vittorie nella Quick Step-Innergetic.

## Palmarès
- 1989 (Dilettanti)

Brussel-Opwijk
- 1990 (Dilettanti)

4ª tappa Grand Prix Tell
1ª tappa Triptyque Ardennais
2ª tappa Triptyque Ardennais
3ª tappa, 1ª semitappa Triptyque Ardennais (cronometro)
3ª tappa, 2ª semitappa Triptyque Ardennais
Classifica generale Triptyque Ardennais
- 1991 (Lotto-Superclub, due vittorie)

Nordwest-Schweizer-Rundfahrt
- 1992 (Lotto, una vittoria)

2ª tappa Tour du Limousin
- 1993 (Lotto-Caloi, una vittoria)

2ª tappa Tour of Britain
- 1994 (Lotto-Caloi, due vittorie)

Clásica de Sabiñánigo
Stadsprijs Geraardsbergen
- 2000 (Lotto-Adecco, una vittoria)

Stadsprijs Geraardsbergen
- 2001 (Lotto-Adecco, due vittorie)

Druivenkoers
17ª tappa Tour de France (Brive-la-Gaillarde > Montluçon)
- 2005 (Davitamon-Lotto, tre vittorie)

2ª tappa Vuelta a Andalucía (Antequera > La Zubia)
3ª tappa Vuelta a Andalucía (Vegas del Genil > Jaén)
Campionati belgi, Prova in linea

### Altri successi
- 2001

Criterium Aalst
- 2002

Na-Tourcriterium Geraardsbergen
- 2005

Classifica a punti Vuelta a Andalucía
Grote Prijs Stad Sint-Niklaas
Dernycriterium Wetteren
- 2007

Dernycriterium Boom

## Piazzamenti

### Grandi Giri
- Tour de France

1993: 110º
2000: 121º
2001: 85º
2002: 105º
2003: 86º
- Giro d'Italia

2006: ritirato (17ª tappa)

### Classiche monumento
- Giro delle Fiandre

1996: 77º
2002: 39º
2003: 36º
2004: 89º
2006: 60º
- Liegi-Bastogne-Liegi

1991: 84º
1993: 75º
2000: 51º
2001: 22º
2002: 97º
2003: 76º
2004: 53º
2005: 32º
2006: 42º
- Giro di Lombardia

1990: 83º
1991: 46º

### Competizioni mondiali
- Campionati del mondo

Benidorm 1992 - In linea: ritirato
Plouay 2000 - In linea: 43º
Lisbona 2001 - In linea: ritirato
Zolder 2002 - In linea: 110º
Hamilton 2003 - In linea: 73º
Verona 2004 - In linea: 51º
Salisburgo 2006 - In linea: ritirato